# Епархия Итиютабы

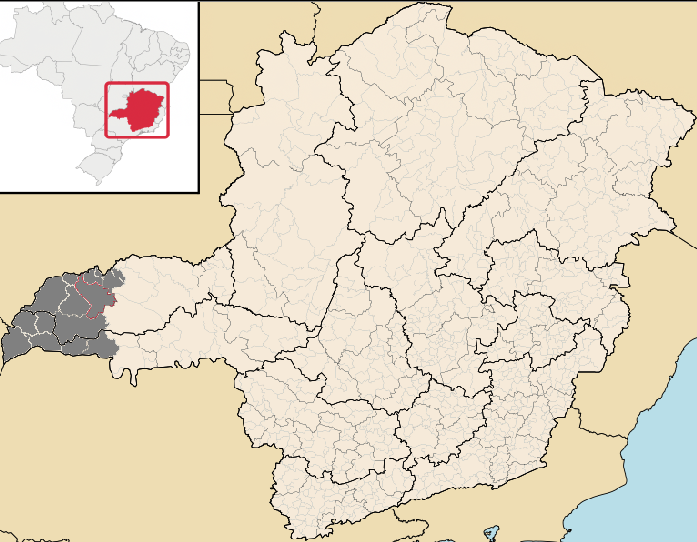
Епархия Итиютабы.

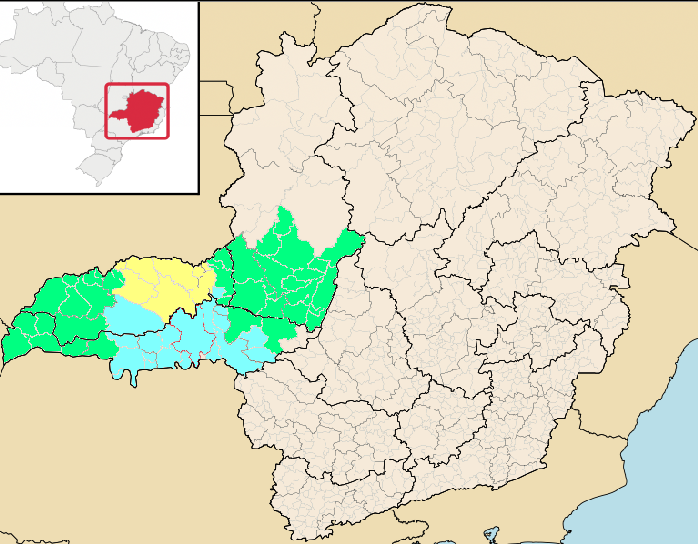
Ecclesiastical Province of Uberaba.

Regional CNBB Leste 2.

Епархия Итиютабы (лат. Dioecesis Ituiutabensis) — епархия Римско-Католической церкви с центром в городе Итиютаба, Бразилия. Епархия Итиютабы входит в митрополию Уберабы. Кафедральным собором епархии Итиютабы является церковь святого Иосифа.

## История
16 октября 1982 года Римский папа Иоанн Павел II издал буллу Quo melius, которой учредил епархию Итиютабы, выделив её из apxиепархии Уберабы.

## Ординарии епархии
- епископ Aloísio Roque Oppermann, S.C.I. † (22 января 1983 — 9 ноября 1988 — назначен епископом-коадъютором Кампаньяна);
- епископ Paulo Sérgio Machado † (1 июля 1989 — 22 ноября 2006 — назначен епископом Сан-Карлуса);
- епископ Francisco Carlos da Silva (19 сентября 2007 — 30 сентября 2015 — назначен епископом Линса);
- епископ Irineu Andreassa, O.F.M. (30 ноября 2016 — 22 мая 2025, в отставке);
- епископ Valter Magno de Carvalho (22 мая 2025 — по настоящее время).

## Источник
- Annuario Pontificio, Ватикан, 2007
- Булла Quo melius, AAS 75 (1983) I, p. 477  (лат.)